# Sherlock Junior
Pour plus de détails, voir Fiche technique et Distribution.
Sherlock Junior (Sherlock, Jr.) est un film muet américain réalisé par Buster Keaton sorti en 1924.

## Synopsis
Un projectionniste de cinéma, amoureux d'une femme, achète une boite de confiserie. Il se rend chez elle pour lui offrir la boîte et une bague. Un autre prétendant arrive, dérobe la montre du père, et effectue un prêt sur gage. Il achète une boîte à son tour avec l'argent, et va lui aussi l'offrir à la femme. Le père se rend compte que sa montre a été volée. Comprenant que le projectionniste va fouiller les personnes présentes, l'autre prétendant lui glisse le reçu dans la poche. Le projectionniste est alors accusé à tort, et sort de la maison.
La femme continue l'enquête, et va demander la description au prêteur sur gage. Elle se rend alors compte que le voleur est l'autre prétendant.
Pendant ce temps, le projectionniste s'endort pendant une projection, et rêve d'être le meilleur détective du monde qui échappe à des tentatives de meurtre, résout un vol de collier et un kidnapping. Il est réveillé par la femme qui vient l'informer de sa méprise précédente.

## Fiche technique
- Titre : Sherlock Junior
- Titre original : Sherlock, Jr.
- Réalisation : Buster Keaton, Clyde Bruckman et Roscoe Arbuckle
- Scénario : Jean C. Havez[1], Joseph A. Mitchell[2] et Clyde Bruckman
- Musique : Club Foot Orchestra (1992) ; Gilles Alonzo (2020)
- Photographie : Elgin Lessley et Byron Houck
- Montage : Buster Keaton[3]
- Direction artistique : Fred Gabourie
- Costumes : Clare West[3]
- Production : Joseph M. Schenck et Buster Keaton
- Société de production : Buster Keaton Comedies
- Société de distribution : Metro Pictures Corporation
- Pays de production :  États-Unis
- Format : noir et blanc - 1,37:1 - 35 mm
- Langue originale : film muet avec intertitres en anglais
- Genre : comédie
- Durée : 5 bobines (environ 44 minutes)
- Dates de sortie :
  - États-Unis : 21 avril 1924
  - France : 28 octobre 1924

## Distribution
- Buster Keaton : le projectionniste / Sherlock Junior
- Kathryn McGuire : la caissière / la fiancée
- Joe Keaton : le père de la fiancée
- Erwin Connelly : le domestique
- Ward Crane : le second soupirant / le bandit
- Jane Connelly : la mère de la fiancée
- George Davis : un conspirateur
- Ruth Holly : la femme au guichet
- Kewpie Morgan : un conspirateur
- Steve Murphy
- John Patrick
- Ford West

## Production
L'ensemble du film a été tourné à Larchmont à Los Angeles en Californie.

## Autour du film
Il s'agit d'un film de moyen métrage considéré comme l'un des plus poétiques de Buster Keaton, celui où l'onirisme se mêle au burlesque. En particulier par la scène survenant pendant le sommeil du héros : son double se lève, quitte la salle de projection, va dans la salle de cinéma et pénètre dans l'écran. Il fait alors partie « à moitié » du film projeté, c'est-à-dire les plans, et donc le décor, changent, mais le héros (du moins, son double) reste au premier plan dans la continuité de l'image précédente : il croit marcher sur un chemin sûr, mais le plan change alors et le décor se trouve être le bord d'une falaise et le héros évite alors la chute d'extrême justesse. Buster Keaton fabrique un film dans lequel un personnage rêve qu'il est projeté dans un film, cela donne pas moins de quatre niveaux, et donc quatre réalités différentes.

### Musique
Bien que la bande son n'existât pas à la sortie du film, le cinéma muet était rarement silencieux. En effet, un pianiste ou un petit orchestre jouait directement dans la salle, en suivant quelques indications fournies par les producteurs. La partition utilisée lors de la sortie du film est perdue.
En 2020, Gilles Alonzo compose une partition pour orchestre (dans un premier temps, il s'agissait d'un quatuor à cordes et d'une harpe).

## Sortie vidéo
Le film sort ressort en combo DVD/Blu-ray chez Elephant Films le 31 mars 2020, avec en complément des bandes annonces, de notes sur la restauration du film et des analyses de la critique Nachiketas Wignesan.

### Hommage
Sherlock Junior est projeté pour le Festival européen du film court de Brest sur une musique originale de Carlos Grätzer, le 12 novembre 2007, organisé par Quartz-Scène nationale.